# Ратина
Рати́на (Turdinus) — рід горобцеподібних птахів родини Pellorneidae. Представники цього роду мешкають в Південно-Східній Азії.

## Види
Виділяють три види:
- Ратина борнейська (Turdinus atrigularis)
- Ратина сірочерева (Turdinus macrodactylus)
- Ратина рудощока (Turdinus marmoratus)